# Парадокс Греллинга — Нельсона
Парадокс Греллинга — Нельсона (парадокс Вейля, парадокс Греллинга) — семантический самодескриптивный парадокс, сформулированный в 1908 году Леонардом Нельсоном и Куртом Греллингом и иногда ошибочно приписываемый Герману Вейлю. Похож на ряд аналогичных известных парадоксов, таких как парадокс брадобрея и парадокс Рассела. 

## Описание
Для формулировки парадокса вводится два класса для имён прилагательных естественного языка:
1. Прилагательное называется автологичным (иногда — гомологичным, гомологическим) тогда и только тогда, когда оно описывает себя. Например, прилагательное «русское» само является русским, «многосложное» — многосложным, а «пятисложное» — пятисложным.
2. Прилагательное называется гетерологичным, если оно не описывает себя. Например, «новое» не является новым, «горячее» — горячим, а «английское» — английским.

Согласно определению этих групп, они представляют собой непересекающиеся множества: каждое прилагательное либо описывает себя, либо нет.
Парадокс возникает в случае, если задать вопрос: к какой из двух групп относится само прилагательное «гетерологичный»? Если оно автологичное, оно обладает обозначаемым им свойством и должно быть гетерологичным. Если же оно гетерологичное, оно не имеет обозначаемого им свойства и должно быть автологичным.
Если же задать вопрос, является ли прилагательное «автологичное» автологичным, то имеет место цепочка рассуждений:
- если «автологичное» автологично, значит, оно описывает себя, значит, действительно автологично;
- если «автологичное» не автологично, то есть не описывает себя, значит, оно неавтологично.

Таким образом, ситуация с прилагательными противоположная: любое предположение об «автологичном» доказывается как истинное, в то время как с описанием «гетерологичного» любое предположение оказывается ложным.
Логическое описание для «автологичного»:
«Автологичное» автологично тогда и только тогда, когда «автологичное» автологично:
{\displaystyle A} тогда и только тогда, когда {\displaystyle A} — тавтология
Логическое описание для «гетерологического»:
«Гетерологичное» гетерологично тогда и только тогда, когда «гетерологичное» автологично:
{\displaystyle A} тогда и только тогда, когда не выполнено {\displaystyle A} — противоречие.

## Неопределённости
Могут возникнуть неопределённости в приписывании того или иного прилагательного к автологичным. Например, прилагательное «громкий» может быть интерпретировано как автологичное в случае его громкого произнесения, в противном случае оно гетерологично. Один из инструментов решения такого рода проблемы — использование теории типовых меток.

## Схожесть с парадоксом Рассела
Возникает та же ситуация, что и в парадоксе Рассела: имеется множество всех прилагательных (в данном случае русского языка), которое делится на две части так, что каждая из этих частей не является множеством, поскольку одновременно содержит и не содержит элемента, являющегося, несомненно, прилагательным. При этом понятие гетерологичного прилагательного эквивалентно понятию правильного множества в парадоксе Рассела, а понятие автологичного прилагательного — понятию неправильного множества.